# 豊殿村
豊殿村（ほうでんむら）は1956年9月30日から1958年3月31日まで長野県小県郡にあった村。
1958年4月1日に上田市に編入合併され消滅しているが、同市は1919年5月1日の市制施行以来、1889年4月1日の市町村制施行で発足した隣接する小県郡の村々を編入していた。同村は町村合併促進法による昭和の大合併で誕生した自治体であり、同市にとってこれが初の昭和の大合併により誕生した編入相手の村であった。
こういう事情もあり初めて合併後、村役場を市役所支所として存続させていて豊殿村役場は合併後、上田市役所豊殿支所となり、以降の合併相手の役場も市役所支所として存続されることとなった。現在は上田市役所本庁管轄の豊殿自治センターとなっている。

## 歴史
- 1956年（昭和31年）9月30日 - 豊里村・殿城村が合併して発足。村役場は旧豊里村役場に置かれる。
- 1958年（昭和33年）4月1日 - 上田市に編入。同日豊殿村廃止。村役場は上田市役所豊殿支所となる。

## 1958年3月31日時点で豊殿村に存在していた教育機関
（すべて豊殿村立の小中学校）
- 豊殿中学校
- 豊殿小学校